# Округ Фокир (Вирџинија)
Фокир (енгл. Fauquier County) је округ у америчкој савезној држави Вирџинија.

## Демографија
По попису из 2010. године број становника је 65.203, што је 10.064 (18,3%) становника више него 2000. године.
| Група             | 2000.          | 2010.          |
| Белци             | 48.064 (87,2%) | 53.410 (81,9%) |
| Афроамериканци    | 4.844 (8,8%)   | 5.321 (8,2%)   |
| Азијати           | 324 (0,6%)     | 836 (1,3%)     |
| Хиспаноамериканци | 1.114 (2,0%)   | 4.178 (6,4%)   |
| Укупно            | 55.139         | 65.203         |